# Ischnothyreus pacificus
Ischnothyreus pacificus är en spindelart som beskrevs av Roewer 1963. Ischnothyreus pacificus ingår i släktet Ischnothyreus och familjen dansspindlar. Inga underarter finns listade i Catalogue of Life.